# Atletiek op de Olympische Zomerspelen 2016 – 4×100 meter mannen
De 4×100 meter mannen op de Olympische Zomerspelen 2016 in Rio de Janeiro vond plaats op 19 augustus (series) en 20 augustus 2012 (finale). Regerend olympisch kampioen was Jamaica.

## Records
Voorafgaand aan het toernooi waren dit het wereldrecord en het olympisch record.
| Wereldrecord     | Jamaica Nesta Carter Michael Frater Yohan Blake Usain Bolt | 36,84 | Londen | 11 augustus 2012 |
| Olympisch record | Jamaica Nesta Carter Michael Frater Yohan Blake Usain Bolt | 36,84 | Londen | 11 augustus 2012 |

Tijdens dit evenement zijn de volgende nationale records verbroken.
| Welk land | Tijd  |
| --------- | ----- |
| China     | 37,82 |
| Turkije   | 38,30 |
| Japan     | 37,60 |
| Canada    | 37,64 |

Het record van Japan was tevens een Aziatisch record. De tijd van China was een nieuw Aziatisch record totdat Japan dat in de serie erna verbrak, en het zelf weer verbrak in de finale.

## Tijdschema
| Datum                      | Tijd  | Onderdeel |
| -------------------------- | ----- | --------- |
| Donderdag 18 augustus 2016 | 11:40 | Series    |
| Vrijdag 19 augustus 2016   | 22:35 | Finale    |

## Uitslagen
Legenda:

Q - Gekwalificeerd door eindplaats

q - Gekwalificeerd door eindtijd

SR - Beste tijd gelopen in seizoen voor land

NR - Nationaal record voor land

OR - Olympisch record

WR - Wereldrecord

DQ - Gediskwalificeerd

DNS - Niet gestart

DNF - Niet gefinisht

### Series
Kwalificatieregels:
1. De drie snelsten van elke serie kwalificeerden zich direct voor de finale.
2. Van de overgebleven teams kwalificeerden de twee snelsten zich ook voor de finale.

#### Serie 1
| Rang | Baan | Land | Team                                                                        | Tijd  | Opmerkingen |
| ---- | ---- | ---- | --------------------------------------------------------------------------- | ----- | ----------- |
| 1    | 3    | USA  | Mike Rodgers, Christian Coleman, Tyson Gay, Jarrion Lawson                  | 37,65 | Q, SR       |
| 2    | 4    | CHN  | Tang Xingqiang, Xie Zhenye, Su Bingtian, Zhang Peimeng                      | 37,82 | Q, AR       |
| 3    | 2    | CAN  | Akeem Haynes, Aaron Brown, Brendon Rodney, Mobolade Ajomale                 | 37,89 | Q, SR       |
| 4    | 6    | TUR  | Izzet Safer, Jak Ali Harvey, Emre Zafer Barnes, Ramil Guliyev               | 38,30 | NR          |
| 5    | 7    | FRA  | Marvin René, Stuart Dutamby, Mickael-Meba Zeze, Jimmy Vicaut                | 38,35 | SR          |
| 6    | 8    | ANT  | Chavaughn Walsh, Cejhae Greene, Jared Jarvis, Tahir Walsh                   | 38,44 | SR          |
| 7    | 5    | SKN  | Jason Rogers, Kim Collins, Allistar Clarke, Antoine Adams                   | 39,81 |             |
|      | 1    | DOM  | Mayobanex de Oleo, Yohandris Andújar, Stanly del Carmen, Yancarlos Martinez | DQ    |             |

#### Serie 2
| Rang | Baan | Land | Team                                                                        | Tijd  | Opmerkingen |
| ---- | ---- | ---- | --------------------------------------------------------------------------- | ----- | ----------- |
| 1    | 6    | JPN  | Ryota Yamagata, Shota Iizuka, Yoshihide Kiryu, Asuka Cambridge              | 37,68 | Q, AR       |
| 2    | 3    | JAM  | Jevaughn Minzie, Asafa Powell, Nickel Ashmeade, Kemar Bailey-Cole           | 37,94 | Q, SR       |
| 3    | 7    | TRI  | Keston Bledman, Rondel Sorrillo, Emmanuel Callender, Richard Thompson       | 37,96 | Q, SR       |
| 4    | 1    | GBR  | Richard Kilty, Harry Aikines-Aryeetey, James Ellington, Chijindu Ujah       | 38,06 | q           |
| 5    | 8    | BRA  | Richard de Souza, Vitor Hugo dos Santos, Bruno de Barros, Jorge Vides       | 38,19 | q, SR       |
| 6    | 4    | GER  | Julian Reus, Sven Knipphals, Robert Hering, Lucas Jakubczyk                 | 38,26 |             |
| 7    | 5    | CUB  | César Ruiz, Roberto Skyers, Reynier Mena, Yanier Carrero                    | 38,47 |             |
| 8    | 2    | NED  | Solomon Bockarie, Hensley Paulina, Liemarvin Bonevacia, Giovanni Codrington | 38,53 |             |

### Finale
| Rang   | Baan | Land | Team                                                                  | Tijd  | Opmerkingen |
| ------ | ---- | ---- | --------------------------------------------------------------------- | ----- | ----------- |
| Goud   | 4    | JAM  | Asafa Powell, Yohan Blake, Nickel Ashmeade, Usain Bolt                | 37,27 | SR          |
| Zilver | 5    | JPN  | Ryota Yamagata, Shota Iizuka, Yoshihide Kiryu, Asuka Cambridge        | 37,60 | AR          |
| Brons  | 7    | CAN  | Akeem Haynes, Aaron Brown, Brendon Rodney, Andre De Grasse            | 37,64 | NR          |
| 4      | 6    | CHN  | Tang Xingqiang, Xie Zhenye, Su Bingtian, Zhang Peimeng                | 37,90 |             |
| 5      | 1    | GBR  | Richard Kilty, Harry Aikines-Aryeetey, James Ellington, Adam Gemili   | 37,98 |             |
| 6      | 2    | BRA  | Ricardo de Souza, Vitor Hugo dos Santos, Bruno de Barros, Jorge Vides | 38,41 |             |
| —      | 8    | TRI  | Keston Bledman, Rondel Sorrillo, Emmanuel Callender, Richard Thompson | DQ    |             |
| —      | 3    | USA  | Mike Rodgers, Justin Gatlin, Tyson Gay, Trayvon Bromell               | DQ    |             |